# Agonopterix ciliella
Agonopterix ciliella là một loại bướm đêm trong họ Oecophoridae. Nó được tìm thấy hầu hết ở Châu Âu ngoại trừ bán đảo Iberia, hầu hết ở bán đảo Balkan và Benelux. Ở Bắc Mỹ cũng tìm thấy loài này.
Sải cánh dài 19–24 mm. Con trưởng thành bay từ tháng 8 tới tháng 5.
Ấu trùng ăn các loại cây có hoa hình tán khác nhau, bao gồm Angelica sylvestris, Aegopodium podagraria, Heracleum sphondylium, Daucus, Selinum, Silaum, Chaerophyllum, Pastinaca, Anthriscus, Meum và Peucedanum palustre. Ấu trùng tìm thấy từ tháng 6 tới tháng 9.

## Hình ảnh

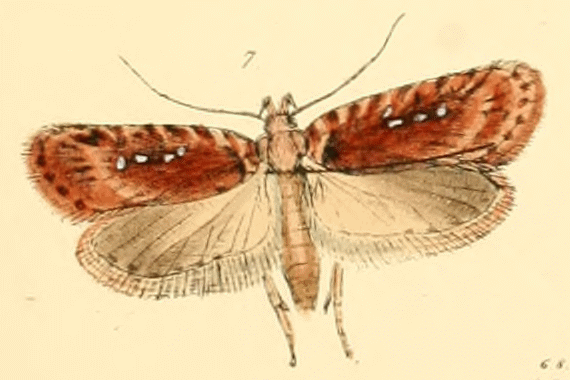

## Liên kết mở rộng
- lepiforum.de